# Модуль Сонобе
Модуль Сонобе — одна из техник модульного оригами, названная так по имени его создателя, японского оригамиста Мицунобу Сонобе. Техника Сонобе представляет собой сложенный из квадратного листа параллелограмм с двумя кармашками для соединения его с аналогичными модулями. Позволяет сконструировать практически любую трёхмерную фигуру. Существуют различные варианты модулей. Они отличаются друг от друга формой и функциональностью. Модуль Сонобе прост и доступен новичкам в оригами.

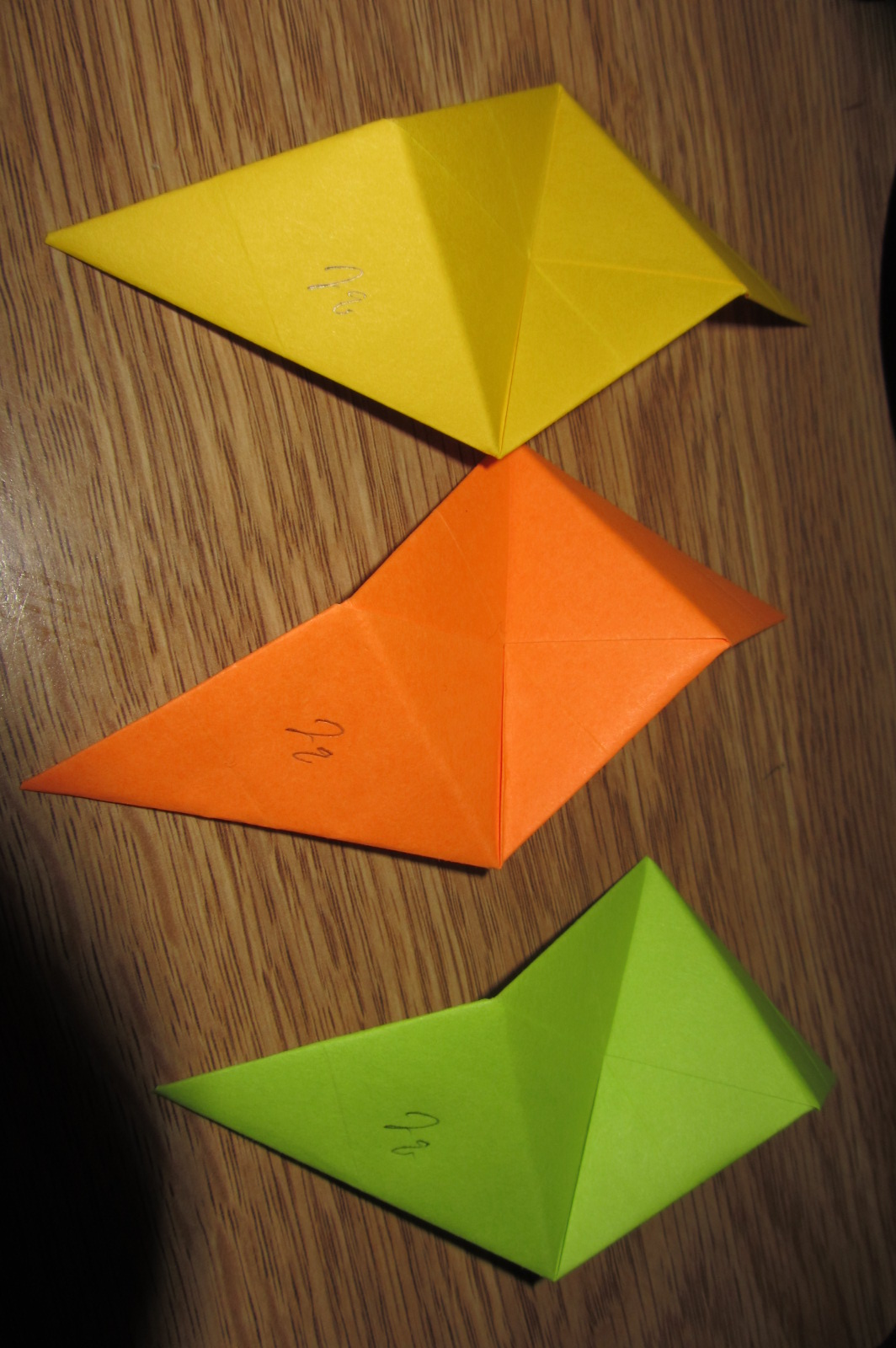
Три модуля Сонобе
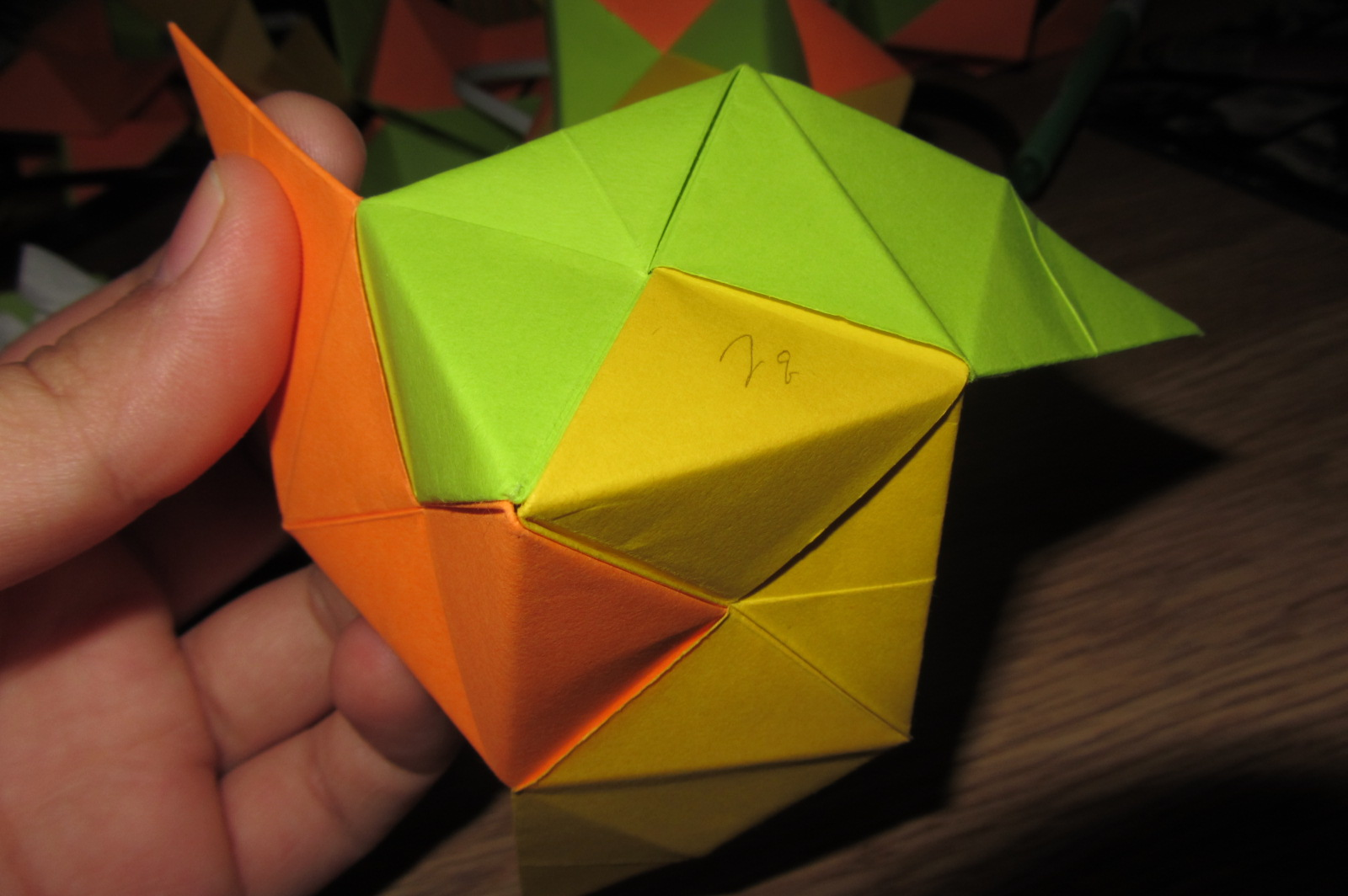
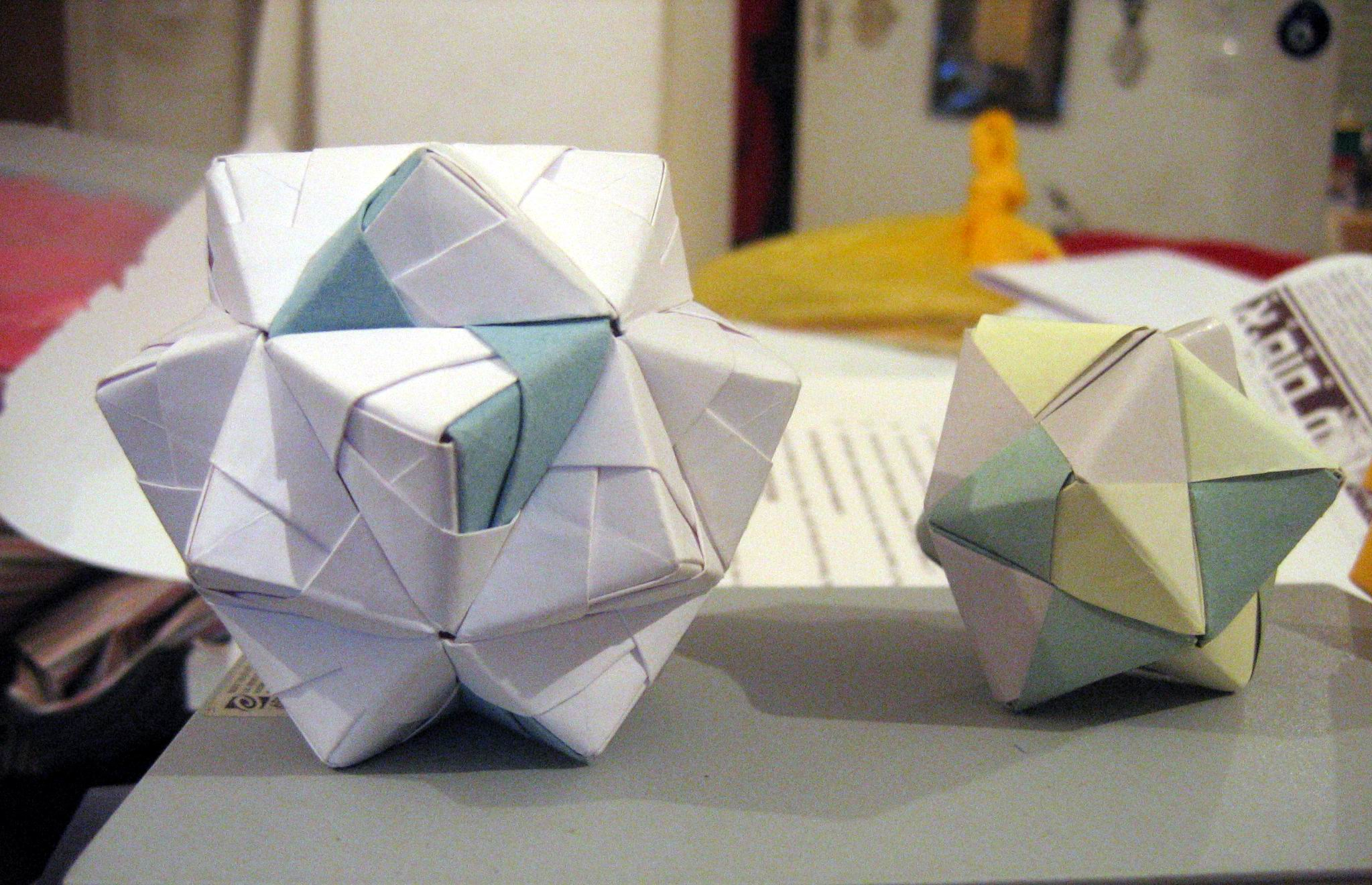
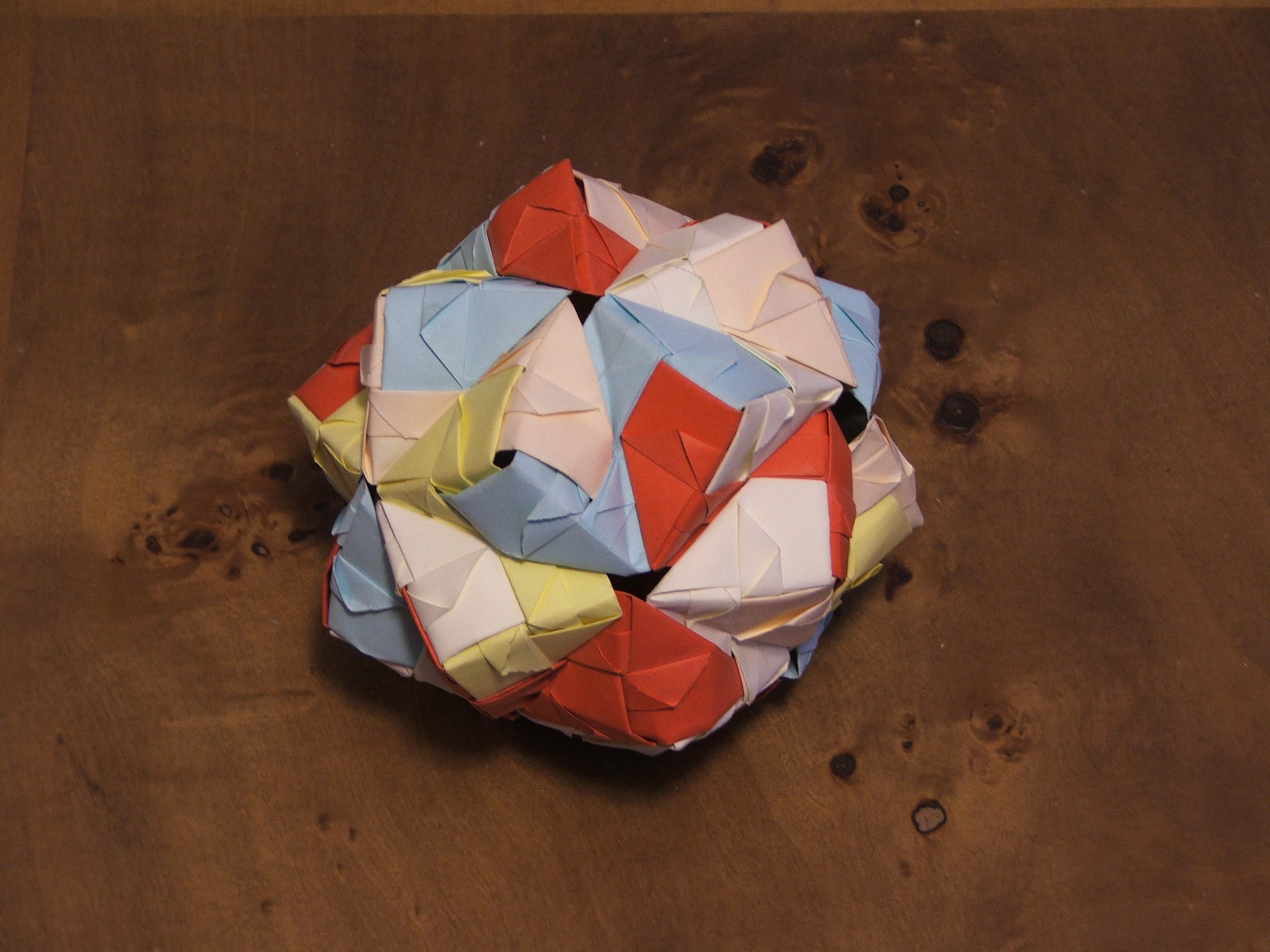
Икосаэдр из модулей Сонобе
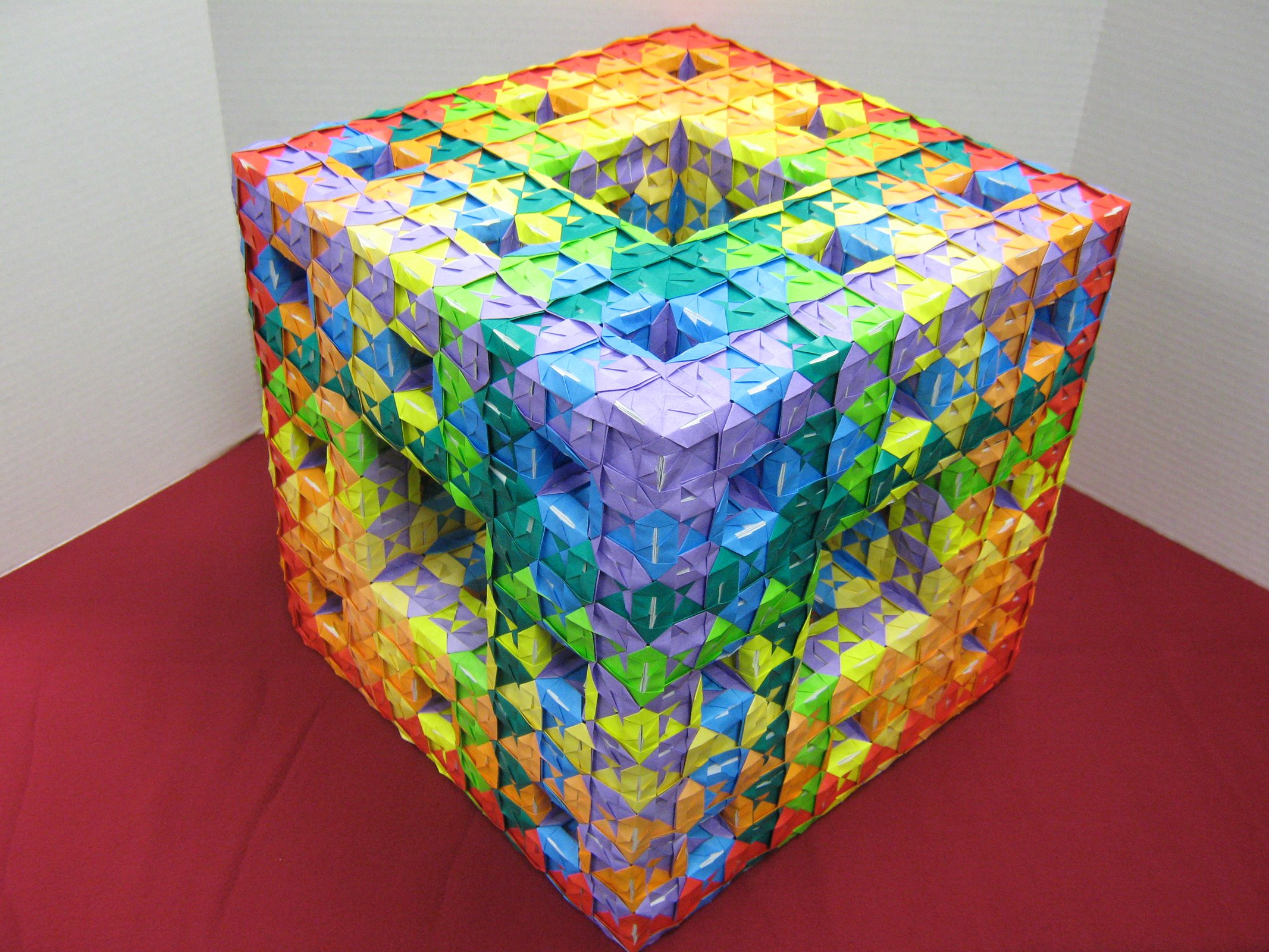